# Bundesleistungsbesoldungsverordnung
Die Bundesleistungsbesoldungsverordnung (BLBV) regelt die Vergabe von Leistungsstufen, Leistungszulagen und Leistungsprämien an Bundesbeamte (außer Staatsanwälte), Berufssoldaten und Soldaten auf Zeit bis zur Besoldungsgruppe A 16.

## Überblick
Die Leistungsstufe dient der Anerkennung dauerhaft herausragender Leistungen. Besoldungsempfängern, die dauerhaft herausragende Leistungen erbringen, kann für den Zeitraum bis zum Erreichen der nächsten Stufe das Grundgehalt der nächsthöheren Stufe gezahlt werden.
Die Leistungsprämie dient der Anerkennung einer herausragenden besonderen Leistung; sie soll in engem zeitlichen Zusammenhang mit der Leistung stehen. Die Leistungsprämie wird als Einmalzahlung gewährt. Die Höhe ist der erbrachten Leistung entsprechend zu bemessen. Es kann ein Betrag bis zur Höhe des Anfangsgrundgehaltes der Besoldungsgruppe gewährt werden, der der Besoldungsempfänger zum Zeitpunkt der Entscheidung angehört.
Die Leistungszulage dient der Anerkennung einer herausragenden besonderen Leistung, die bereits über einen Zeitraum von mindestens drei Monaten erbracht worden ist und auch für die Zukunft erwartet wird. Zugleich ist sie Anreiz, diese Leistung auch künftig zu erbringen. Die Leistungszulage kann für bis zu drei Monate rückwirkend gewährt werden. Bei Leistungsabfall ist sie für die Zukunft zu widerrufen.
Die Zahl der in einem Kalenderjahr bei einem Dienstherrn vergebenen Leistungsstufen darf 15 Prozent der Zahl der bei dem Dienstherrn am 1. Januar vorhandenen Besoldungsempfänger in Besoldungsgruppen der Bundesbesoldungsordnung A, die das Endgrundgehalt noch nicht erreicht haben, nicht übersteigen. Leistungsprämien oder Leistungszulagen, die wegen einer wesentlichen Beteiligung an einer durch enges arbeitsteiliges Zusammenwirken erbrachten Leistung an mehrere Besoldungsempfänger gewährt werden, gelten zusammen nur als eine Leistungsprämie oder Leistungszulage.